# Begonia Masona

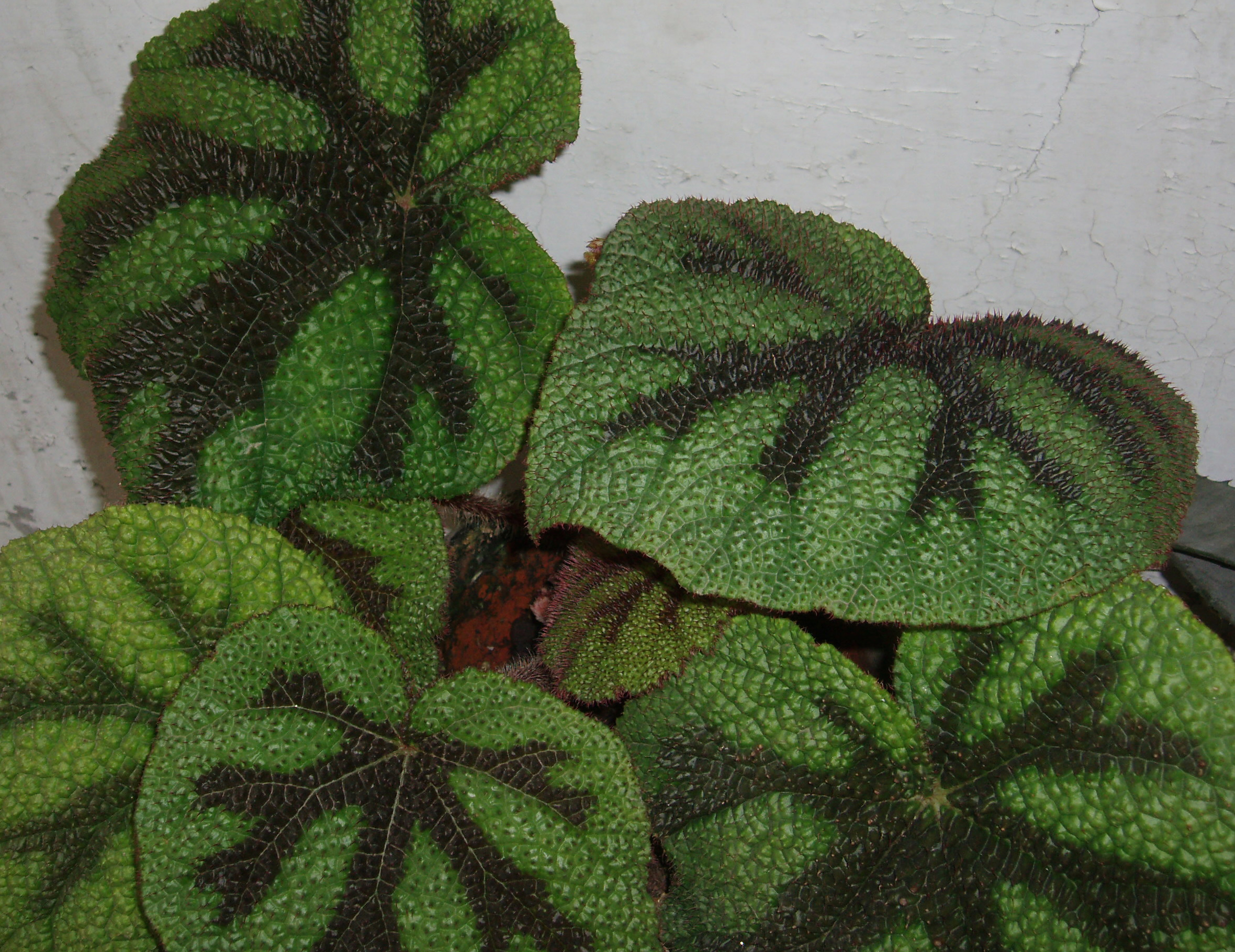
Begonia masoniana

Begonia Masona (Begonia masoniana) – gatunek rośliny z rodziny begoniowatych. W stanie dzikim rośnie na Nowej Gwinei i w Chinach. Jest uprawiana jako roślina ozdobna, w Polsce głównie jako roślina pokojowa. Ogrodnicy zaliczają ją do grupy begonii o ozdobnych liściach.

## Morfologia
PokrójBylina osiągająca wysokość do 45–60 cm. Ma grube i mięsiste kłącza. Tworzą one duże zgrubienia przedzielone węzłami. Nie posiada łodygi, liście wyrastają bezpośrednio z kłącza.
LiścieSą głównym walorem ozdobnym tego gatunku. Duże, niesymetryczne, w kształcie sercowatym z atrakcyjnym ubarwieniem i owłosione dużymi szczeciniastymi włoskami. Są silnie pomarszczone, jasnozielone z dużymi, brązowymi plamami. W języku angielskim roślina ma popularną nazwę „Iron cross begonia”, pochodzącą od tego, że te ciemnobrązowe plamy tworzą na liściach znak przypominający niemiecki Krzyż Żelazny.
KwiatyDrobne i mało dekoracyjne, w kolorze białoróżowym, męskie 4-działowe z licznymi pręcikami. U osobników żeńskich kwiat jest 5–działkowy z 1 słupkiem. Kwitnie nieregularnie.
OwocOskrzydlona torebka z drobnymi nasionami.

## Uprawa
- Wymagania: Jest dość łatwa w uprawie, ma podobne wymagania, jak begonia królewska. Lubi ziemię przewiewną, lekką. Jest wrażliwa na przeciągi i zanieczyszczenia, szczególnie wyziewy z piecyków gazowych. Wymaga minimalnej temperatury 13 °C w zimie i 15 °C w lecie. Najlepsza jest standardowa ziemia torfowa. Należy ją trzymać w miejscu dobrze naświetlonym, ale nie bezpośrednio na słońcu. Dobrze rośnie w małej doniczce, gdy jednak staje się zbyt ciasna, należy roślinę na wiosnę przesadzić do doniczki większej o jeden numer.
- Pielęgnacja: Podlewać należy wodą bezwapniową, nie zwilżając przy tym liści; latem dwa razy w tygodniu, zimą co 7–10 dni. Od kwietnia do września należy roślinę zasilać rozcieńczonym nawozem wieloskładnikowym. Gdy powietrze jest nadmiernie suche liście należy zraszać. Nie należy nabłyszczać liści. Przycinanie nie jest potrzebne, roślina bowiem nie tworzy wydłużonych pędów jak np. begonia koralowa. Nie wymaga również czyszczenia liści
- Rozmnażanie: Najprościej poprzez podział rozrośniętych kęp, które wytworzyły nowe pędy. Zdarza się to jednak dość rzadko. Zazwyczaj rozmnaża się poprzez sadzonki liściowe, które przygotowuje się późną wiosną i ukorzenia w temperaturze ok. 21 °C w rozmnażarce (pod folią lub szkłem). Wyhodowanie nowej rośliny trwa dość długo, z tego też względu zazwyczaj kupuje się wyhodowane przez specjalistów młode rośliny.